# Килуа (област)
 Тази статия е за културно-географския район.  За селището и острова вижте Килуа.  
Областта Килуа се намира в танзанийския регион Линди, на около 220 km южно от Дар ес-Салаам. Килуа граничи с крайбрежната зона Пвани на север, индийския океан на изток, със селските райони на Линди на юг и регион Ливале на запад. Има 171 850 жители.
Административният център на областта е Килуа Масоко.

## История
Този район включва част от историческия Бряг Суахили и културни средища като:
- Килва Кисивани – най-добрият пример за градовете на културата суахили с паметници, датиращи от XIII век.
- Килва Kивиндже – временно седалище на султана на Занзибар през колониалната епоха.
- Сонго Мнара – древен пристанищен град.

## Администрация
Областта Килуа включва следните селища със съответния брой жители (през 2002 г., в скоби):
- Чумо (16 809),
- Kандавале (5018),
- Киджумби (Централна част) (12 576),
- Киколе (4275),
- Кивиндже Сингино (13 374),
- Масоко (12 324)
- Kипатиму (23 007),
- Kиранджерандже (7597),
- Лихималяо (8824),
- Ликаваге (3426),
- Мандава (10 839),
- Mигуруве (2589),
- Mингумби (10 543),
- Митеджа (5568),
- Митоле (3559),
- Нанджиринджи (5535),
- Нджинджо (5942),
- Панде (11 645),
- Сонгосонго (2577),
- Tинги (5823).